# Édouard Duval-Carrié
Pour les articles homonymes, voir Duval et Carrié.
Édouard Duval-Carrié, né à Port-au-Prince en Haïti en 1954, est un peintre et sculpteur haïtien qui réside à Miami aux États-Unis.